# 北中米カリブ海諸国のサッカー選手一覧
北中米カリブ海諸国のサッカー選手一覧は、北中米カリブ海サッカー連盟加盟国の国籍を持つサッカー選手のうち項目がある選手を主とした一覧である。

## 北アメリカ

### アメリカ合衆国
- エディ・ポープ
- オグチ・オニェウ
- カルロス・ボカネグラ
- クラウディオ・レイナ
- ケーシー・ケラー
- ティム・ハワード
- パブロ・マストローニ
- ブライアン・マクブライド
- マイケル・ブラッドリー
- ランドン・ドノバン

### カナダ
- ジュリアン・デ・グスマン
- ジョシュ・シンプソン
- クレイグ・フォレスト
- ポール・スタルテリ
- ドウェイン・デ・ロサリオ
- アティバ・ハッチンソン

### メキシコ
- ルイス・エルナンデス
- ホルヘ・カンポス
- ウーゴ・サンチェス
- ジオバニ・ドス・サントス
- クアウテモク・ブランコ
- カルロス・ベラ
- ラファエル・マルケス

## 中央アメリカ

### グアテマラ
- Mario Acevedo（英語版）
- José Javier del Aguila（英語版）

### ベリーズ
- シェーン・オリオ

### ホンジュラス
- エドガー・アルバレス
- サウル・マルティネス
- ダビド・スアソ

### エルサルバドル
- マヒコ・ゴンサレス

### ニカラグア
- Bayardo Abaunza（英語版）
- Manuel Abaunza（英語版）

### コスタリカ
- アルバロ・サボリオ
- パウロ・ワンチョペ

### パナマ
- ホルヘ・デリー・バルデス

## バハマ諸島

### バハマ
- Mackenson Altidor（英語版）
- Daron Beneby（英語版）

### タークス・カイコス諸島
- Christopher Bryan（英語版）
- Errion Charles（英語版）

## 大アンティル諸島

### キューバ
- フアン・アロンソ
- フアン・トゥニャス

### ケイマン諸島
- Garth Anderson（英語版）
- Dion Brandon（英語版）

### ジャマイカ
- ジェリー・アレクサンダー
- セオドア・ウィットモア

### ハイチ
- レジナル・ゴルー
- エマニュエル・サノン

### ドミニカ共和国
- Edward Acevedo Cruz（英語版）
- Wellington Agramonte（英語版）

### プエルトリコ
- Chris Armas（英語版）
- Cristian Arrieta（英語版）

## 小アンティル諸島

### アンギラ
- Jaiden Abbott（英語版）
- Damian Bailey（英語版）

### セントクリストファー・ネイビス
- キース・ガンブス

### アンティグア・バーブーダ
- ヴィヴ・リチャーズ

### モントセラト
- リュエル・フォックス

### グアドループ
- ミゲル・コマンジュ
- ダヴィド・ソメイユ

### ドミニカ国
- Kurlson Benjamin（英語版）
- Terry Dyer（英語版）

### マルティニーク
- Grégory Arnolin（英語版）
- Yoann Arquin（英語版）

### サン・マルタン
- Elvis Fléming（英語版）
- Mickaël Mazzoli（英語版）

### セントルシア
- Vernus Abbott（英語版）
- Rickson Augustin（英語版）

### バルバドス
- エマーソン・ボイス

### セントビンセント・グレナディーン
- オマリー・オルドリッジ

### グレナダ
- ジェイソン・ロバーツ

### トリニダード・トバゴ
- ドワイト・ヨーク
- エイベリー・ジョン

### アルバ
- David Abdul（英語版）
- Elvis Albertus（英語版）

### オランダ領アンティル
- ロビン・ネリッセ